# 10013 Stenholm
10013 Stenholm este un asteroid din centura principală de asteroizi.

## Descriere
10013 Stenholm este un asteroid din centura principală de asteroizi. A fost descoperit pe 2 septembrie 1978 la Observatorul La Silla de Claes-Ingvar Lagerkvist. Asteroidul prezintă o orbită caracterizată de o semiaxă mare de 2,44 ua, o excentricitate de 0,24 și o înclinație de 11,1° în raport cu ecliptica.